# Gelbschnabel-Madenhacker
Der Gelbschnabel-Madenhacker (Buphagus africanus) ist eine Vogelart aus der Familie der Madenhacker (Buphagidae). Er kommt im subsaharischen Afrika von Senegal im Westen bis in den Sudan vor. Im extremen Osten seines Verbreitungsgebietes, wo sich dieses mit dem des Rotschnabel-Madenhackers überlappt, ist er eine verhältnismäßig seltene Art.

## Erscheinungsbild
Der Gelbschnabel-Madenhacker erreicht eine Körperlänge zwischen 19 und 22 Zentimetern. Er wiegt zwischen 55 und 70 Gramm. Der namensgebende kräftige Schnabel ist gelb mit einer kräftig roten Spitze. Die Augen sind rot und heben sich auffallend von dem dunklen Kopfgefieder ab. Die Körperoberseite ist dunkel graubraun und hellt zum Bürzel hin in ein Hellbeige auf. Die Oberbrust ist hell graubraun. Der Bauch ist ocker.

## Verhalten

Verbreitungsgebiet des Gelbschnabel-Madenhackers (Buphagus africanus)

Gelbschnabel-Madenhacker fressen vor allem Insekten sowie Zecken und andere Hautparasiten großer Säugetiere. Er frisst auch Wundgewebe und Blut seiner Wirtstiere und verhindert ein frühes Schließen von Wunden. Die Bindung an die Wirtstiere ist sehr groß. Während des Tages sind sie häufig auf dem Rücken oder Hals von Kühen, Büffeln, Giraffen, Antilopen oder Zebras zu beobachten. Nichtbrütende Gelbschnabel-Madenhacker verbringen häufig auch die Nacht auf dem Rücken eines großen Säugetieres. 
Das Gelege besteht aus zwei bis drei Eiern. Der Gelbschnabel-Madenhacker ist ein Höhlenbrüter. Die Nisthöhle wird mit Tierhaaren ausgepolstert. Außerhalb der Fortpflanzungszeit können sie lockere Schwärme bilden. Der Ruf ist ein heiseres kriss kriss.

## Belege